# Spiramphinema
Spiramphinema är ett släkte av rundmaskar. Spiramphinema ingår i familjen Monhysteridae.
Kladogram enligt Catalogue of Life:
| Spiramphinema | \| \| Spiramphinema convolutum \| \| \| \| \| \| Spiramphinema microcephalon \| \| \| \| |
|               | \| \| Spiramphinema convolutum \| \| \| \| \| \| Spiramphinema microcephalon \| \| \| \| |
|               | Spiramphinema convolutum                                                                 |
|               |                                                                                          |
|               | Spiramphinema microcephalon                                                              |
|               |                                                                                          |